# Grauzone (Band)
Grauzone war eine Schweizer Rockband der frühen 1980er Jahre. Sie gehörte zu den Wegbereitern der Neuen Deutschen Welle (NDW). Mit ihrem grössten Hit Eisbär gelang der Gruppe der Einzug in die österreichischen und deutschen Charts.

## Stil
Die Musiker der Band werden „zu den Pionieren des Minimal Wave im deutschsprachigen Teil Europas“ gerechnet. Über die Single Eisbär wurde Grauzone auch als Teil der Neuen Deutschen Welle rezipiert. Ebenso gilt die Gruppe als Vertreter des Swiss Wave. Dabei verstand sich die Gruppe „als Band mit Punk-Attitüde.“ Dem Punk gegenüber agierte Grauzone allerdings überwiegend mit Synthesizer und Drumcomputer. „Weil niemand diese richtig bedienen konnte, arbeiteten sie meist mit repetitiven Tonschlaufen. Dennoch experimentierten sie weiter und manchmal blieben spannende Geräuschkulissen. Dieses Hängenbleiben der Synthesizer und die Möglichkeit, einzelne Töne im Sample-Hold-Mode unendlich lang und abwechslungsreich zu halten“.

## Geschichte
Ende 1979 verliessen Marco Repetto (Schlagzeug) und GT (Bass) die Punk-Band Glueams, um sich zusammen mit Martin Eicher (Gitarre, Gesang) musikalisch neu auszurichten. Martin/Tinu hatte Glueams bereits bei ihrer Single mental unterstützt. Anfang März 1980 gaben sie ihr erstes Konzert als Grauzone im Club Spex in Bern. Martins Bruder Stephan Eicher (Gitarre), Max Kleiner (Keyboard) und Claudine Chirac (Saxofon) ergänzten die Gruppe temporär bei Live-Auftritten und Plattenaufnahmen.
Bekannt wurde Grauzone durch die beiden Stücke Eisbär und Raum, welche sie für das 1980 erschienene Kompilationsalbum diverser Bands Swiss Wave – The Album aufnahmen. Eisbär traf das Lebensgefühl der damaligen Zeit und bekam Radio-Airplay in Österreich, Deutschland und der Schweiz. Das Stück wurde als Single veröffentlicht und erreichte Platz 6 in den österreichischen und Platz 12 in den deutschen Charts.
Die Gruppe verweigerte sich jedoch den kommerziellen Anforderungen und konzentrierte sich auf Film- und Studioarbeiten. Im Winter 1981 kehrten sie in die Sunrise Studios zurück, wo die Songs Moskau/Ein Tanz mit dem Tod und Ich lieb sie aufgenommen wurden. Im Juli und August 1981 gingen Martin und Stephan Eicher mit Marco Repetto erneut ins Sunrise-Studio und nahmen ihr erstes und zugleich letztes Studio-Album auf. Im Februar 1982 stiess Ingrid Berney zu Grauzone, um Martin und Stephan Eicher live zu unterstützen. Nach einer letzten Studiosession, bei der Ich und Du aufgenommen wurde, trennten sich die Wege der Musiker. Nach nicht einmal zehn Konzerten, vier Singles und einem Album löste sich die Gruppe 1982 auf.
GT und Marco Repetto formierten sich neu mit dem früheren Glueams-Gitarristen Martin Pavlinec und dem Drummer Dominique Uldry, zuerst als Missing Link, dann unter dem Namen Eigernordwand. GT wechselte anschliessend zu der dem Futurismus angelehnten Aktionsgruppe Red Catholic Orthodox Jewish Chorus um den Performancekünstler Edy Marconi, in der zeitweise auch Marco Repetto spielte. Später nannte sich die Gruppe I Suonatori. Stephan Eicher startete eine erfolgreiche Solokarriere. 1988 veröffentlichte Martin Eicher die EP Spellbound Lovers, ein ausgefallenes, jedoch unbeachtetes Werk. Marco Repetto erarbeitete sich ab 1989 in der Techno- und Ambient-Szene als DJ und Musiker (unter anderem Remixes für mittageisen v2) einen Namen.

## Diskografie
Studioalben
- 1981: Grauzone

Kompilationen
- 1998: Die Sunrise Tapes
- 2010: Grauzone 1980–1982
- 2021: Im Kalten Polar
- 2021: Grauzone (Reissue mit 9 Bonustracks)
- 2021: Grauzone (Limited 40 Years Anniversary Box Set)

Singles
- 1981: Eisbär / Ich lieb sie
- 1981: Marmelade und Himbeereis
- 1981: Moskau / Ein Tanz mit dem Tod / Ich lieb sie
- 1982: Träume mit mir / Wütendes Glas
- 1983: Moskau / Film 1